# Seville (певица)
Севи́ль Фуа́довна Вели́ева (род. 20 ноября 1992, Фергана, Узбекистан) — российская певица, известная под сценическим именем Seville, солистка группы «Artik & Asti». Победительница 5 сезона шоу «Маска» на НТВ.

## Биография
Севиль Велиева родилась 20 ноября 1992 года в узбекском городе Фергана. В 1995 году вместе с семьёй переехала в Симферополь. По национальности — крымская татарка. Музыкального образования не имеет. В детстве занималась различными видами спорта, включая стрельбу и лёгкую атлетику. Более пяти лет посещала школу единоборств в секции шотокан-карате, входила в состав сборной Украины, однако из-за травмы была вынуждена оставить спорт. Окончила историко-филологический факультет Крымского инженерно-педагогического университета, имеет степень магистра филологических наук. В студенческие годы состояла в университетской команде КВН «Люди Т», принимала участие в различных творческих конкурсах. Участвовала в украинских музыкальных телепроектах «Суперзвезда» и «X-Фактор», в 2014 году была участницей третьего сезона российской версии вокального шоу «Голос», где её наставниками были Леонид Агутин и Дима Билан, но до финала Велиевой дойти не удалось.
21 января 2022 года состоялась премьера трека «Гармония» группы «Artik & Asti», записанного с новой солисткой Севиль Велиевой. Сингл возглавил хит-парады стриминговых сервисов Apple Music и Spotify. 22 июля того же года группа выпустила сингл «CO2», записанный совместно с DJ Smash. В тот же день был выпущен клип, снятый режиссёром Катей Як. 30 декабря музыкальный портал TopHit назвал Artik & Asti лучшей группой года, а трек «Гармония» был признан одним из лучших радиохитов года. 10 февраля 2023 года дуэт представил песню «Кукла», а также минутный сниппет композиции «Быть счастливой». 13 февраля состоялась премьера клипа на песню «Кукла». Трек дебютировал под вторым номером в хит-параде сервиса «Яндекс.Музыка», под седьмым — в VK Music и под тринадцатым — в Apple Music. 30 июня был представлен трек «За горизонт», записанный совместно с Мотом.
В 2024 году приняла участие в пятом сезоне шоу «Маска» на НТВ в образе Енота, где по итогам заняла первое место.

### Личная жизнь
С 2022 года состоит в отношениях с музыкантом TONI (Антон Гайворонский).

## Дискография

### Синглы
Сольно
- 2023 — Один из двух, совместно с Артёмом Качером
- 2024 — Дышать (ghost), совместно с Романом Бестселлером

В составе группы «Artik & Asti»
- 2022 — Гармония
- 2022 — СО2, совместно с DJ Smash
- 2023 — Кукла
- 2023 — Мир сошёл с ума, совместно с Mars Deimos
- 2023 — За горизонт, совместно с Мотом
- 2023 — Вселенная
- 2024 — Качели
- 2024 — Та, что делает больно
- 2024 — Nobody Like You, совместно с NICK RIIN
- 2024 — Худи, совместно с Джиганом и Niletto
- 2025 — Быть счастливой
- 2025 — Я буду ждать тебя, совместно со Стасом Михайловым
- 2025 — Модный поп
- 2026 — Карма

### Альбом
| Название                                 | Информация                                                                      | Примечание |
| ---------------------------------------- | ------------------------------------------------------------------------------- | --- |
| Sevil, Vol. 1                            | - Релиз: 13 марта 2019 - Лейбл: O.Z - Формат: Цифровая дистрибуция              | - Трек-лист (ссылка) |
| Sevil, Vol. 2                            | - Релиз: 21 августа 2021 - Лейбл: Севиль Велиева - Формат: Цифровая дистрибуция | - Трек-лист (ссылка) |
| Качели (в составе группы «Artik & Asti») | - Релиз: 9 февраля 2024 - Лейбл: Self Made Music - Формат: Цифровая дистрибуция | \| № \| Название \| Длительность \| \| ------------------- \| ----------------------- \| ------------ \| \| 1. \| «Качели» \| 3:46 \| \| 2. \| «На ножах» \| 3:01 \| \| 3. \| «Та, что делает больно» \| 3:21 \| \| 4. \| «Только раз» \| 2:42 \| \| 5. \| «Вселенная» \| 3:56 \| \| Общая длительность: \| Общая длительность: \| 15:23 \| |
| №                                        | Название                                                                        | Длительность |
| 1.                                       | «Качели»                                                                        | 3:46 |
| 2.                                       | «На ножах»                                                                      | 3:01 |
| 3.                                       | «Та, что делает больно»                                                         | 3:21 |
| 4.                                       | «Только раз»                                                                    | 2:42 |
| 5.                                       | «Вселенная»                                                                     | 3:56 |
| Общая длительность:                      | Общая длительность:                                                             | 15:23 |

## Видеография

### Сольно
- 2020 — Хулиган
- 2021 — Химия
- 2023 — Один из двух, совместно с Артёмом Качером
- 2024 — Гори, гори (OST «Дайте шоу»)

### В составе группы «Artik & Asti»
- 2022 — Гармония
- 2022 — СО2, совместно с DJ Smash
- 2023 — Кукла
- 2023 — Мир сошёл с ума, совместно с Mars Deimos
- 2023 — Вселенная
- 2024 — Качели
- 2024 — Та, что делает больно
- 2024 — Nobody Like You, совместно с NICK RIIN
- 2024 — Худи, совместно с Джиганом и Niletto
- 2025 — Быть счастливой
- 2025 — Я буду ждать тебя, совместно со Стасом Михайловым
- 2025 — Модный Поп

## Фильмография
| Год  |   | Название                 | Роль                     |
| ---- | - | ------------------------ | ------------------------ |
| 2023 | ф | На Рубле без Рубля       | Имя персонажа не указано |
| 2023 | ф | Я тебя люблю — Je t’aime | Имя персонажа не указано |
| 2024 | с | Дайте шоу                | Имя персонажа не указано |